# Créteil Soleil
Vous lisez un « bon article » labellisé en 2008.
 (octobre 2023).
Si vous disposez d'ouvrages ou d'articles de référence ou si vous connaissez des sites web de qualité traitant du thème abordé ici, merci de compléter l'article en donnant les références utiles à sa vérifiabilité et en les liant à la section « Notes et références ».
Créteil Soleil est un centre commercial français situé à Créteil, dans le Val-de-Marne, en Île-de-France. Ouvert le 10 septembre 1974, il a été construit dans le cadre du programme urbain appelé Nouveau Créteil puis rénové au début des années 2000. Il a une superficie commerciale de 136 000 m2 et abrite des commerces, dont des hypermarchés.

## Histoire

### Construction et ouverture

Emplacement de Créteil en région parisienne.

Créteil Soleil est construit dans les années 1970 sur des terrains déclarés d'intérêt public. Le centre commercial fait partie de la première phase du programme d'urbanisme Nouveau Créteil, dirigé par l'urbaniste Pierre Dufau. Ce programme vise à développer des quartiers monofonctionnels, inspirés par le modèle des villes nouvelles anglaises.
Le centre commercial est inauguré la même année que l'hôtel de ville de Créteil.
Créteil Soleil est développé par Ségécé, filiale de Klépierre, société foncière du groupe BNP Paribas.

### Développement
En 1989, le PDG Jean-Louis Pétriat précise que l'enseigne FNAC vise à « encercler Paris en matière culturelle ». Un nouveau point de vente, installé au cœur du centre commercial, regroupe les secteurs d'activité des livres, des disques, des photos et de l'électronique grand public. Ce concept a été initialement introduit à Parly 2 en mars 1988 et doit être étendu au CNIT de La Défense en septembre 1989.
En 1990, Créteil Soleil est le troisième centre commercial français quant au chiffre d'affaires, atteignant 3,298 milliards de francs, derrière Vélizy 2 et Les Quatre Temps.
En 1991, le centre est racheté par Klépierre.
En 1997, il est classé en première position des centres commerciaux européens par superficie, avec 140 000 m², à égalité avec le MetroCentre de Gateshead au Royaume-Uni, et Marseille Grand Littoral dans les Bouches-du-Rhône.

### Rénovation et relance

#### Situation initiale
Pendant plus de vingt ans après sa création, Créteil Soleil ne subit pas de rénovation majeure. Le centre compte deux cents commerces et 112 000 m2 de surface commerciale utile. La restauration des visiteurs est alors jugée insuffisante.

#### Extension et modernisation
Fin 1997, la CDEC du Val-de-Marne approuve une extension de 2 000 m2 de la surface de vente et la création de 4 000 m2 de boutiques en remplacement des restaurants, qui seront regroupés au troisième niveau. L'objectif est de moderniser l'architecture et d'améliorer l'accès au centre. La fin des travaux est prévue pour l'an 2000.

#### Investissements et calendrier
Début 1999, une dépêche du Monde indique que 30,5 millions d'euros seront investis dans la rénovation pour renforcer les liens avec la ville et augmenter la fréquentation, alors de 20 millions de visiteurs par an. La fin des travaux est prévue pour l'automne 2000.
En juin, l'achèvement des travaux est replanifié pour la mi-octobre. L'investissement total est estimé à 290 millions de francs par Ségécé. Un accord avec la ville prévoit également le traitement paysager des alentours du centre.

#### Améliorations architecturales
Durant la rénovation, une structure de 12 000 m2 est ajoutée sur le toit pour améliorer la luminosité intérieure.

#### Coût et financement
La rénovation coûte 44 millions de francs aux copropriétaires Klépierre, la Caisse des dépôts et consignations, Carrefour, BHV et C&A. L'extension nécessite un investissement de 277 millions de francs de la part de Klépierre et de la CDC.

#### Évolution des surfaces de vente
D'après le Quid 2003, la surface de vente atteint 110 000 m2 au début des années 2000.

#### Cessions et participations
En 2003, Klépierre vend 11,24 % de sa filiale Solorec, propriétaire du centre. En février 2004, elle cède 8,76 % supplémentaires à CNP Assurances, ramenant sa participation à 80 %. La plus-value de cette opération est de 5 millions d'euros,.

#### Nombre d'emplacements commerciaux
En 2005, le centre commercial dispose de 217 emplacements commerciaux. En 2006, ils sont désormais 233.

#### Classement et extension récente
En 2012, Créteil Soleil est classé troisième centre commercial de France, derrière Les Quatre Temps et Vélizy 2.
Le 28 novembre 2019, Créteil Soleil inaugure une extension de 12 000 m2 avec trente nouvelles boutiques et quinze restaurants[réf. nécessaire].

## Caractéristiques physiques

### Localisation et accès

L'immeuble Le Pascal, qui sépare le centre commercial de la ligne 8 du métro de Paris.

Créteil est traversée par l' autoroute A86. Le centre commercial est également desservi par les transports en commun : la ligne 8 du métro et les lignes de bus 117, 181, 217, 281, 308 et 317 du réseau de bus RATP, les lignes 12 et K du réseau de bus Marne et Seine et la ligne 23 du réseau de bus du Pays Briard.[réf. nécessaire]

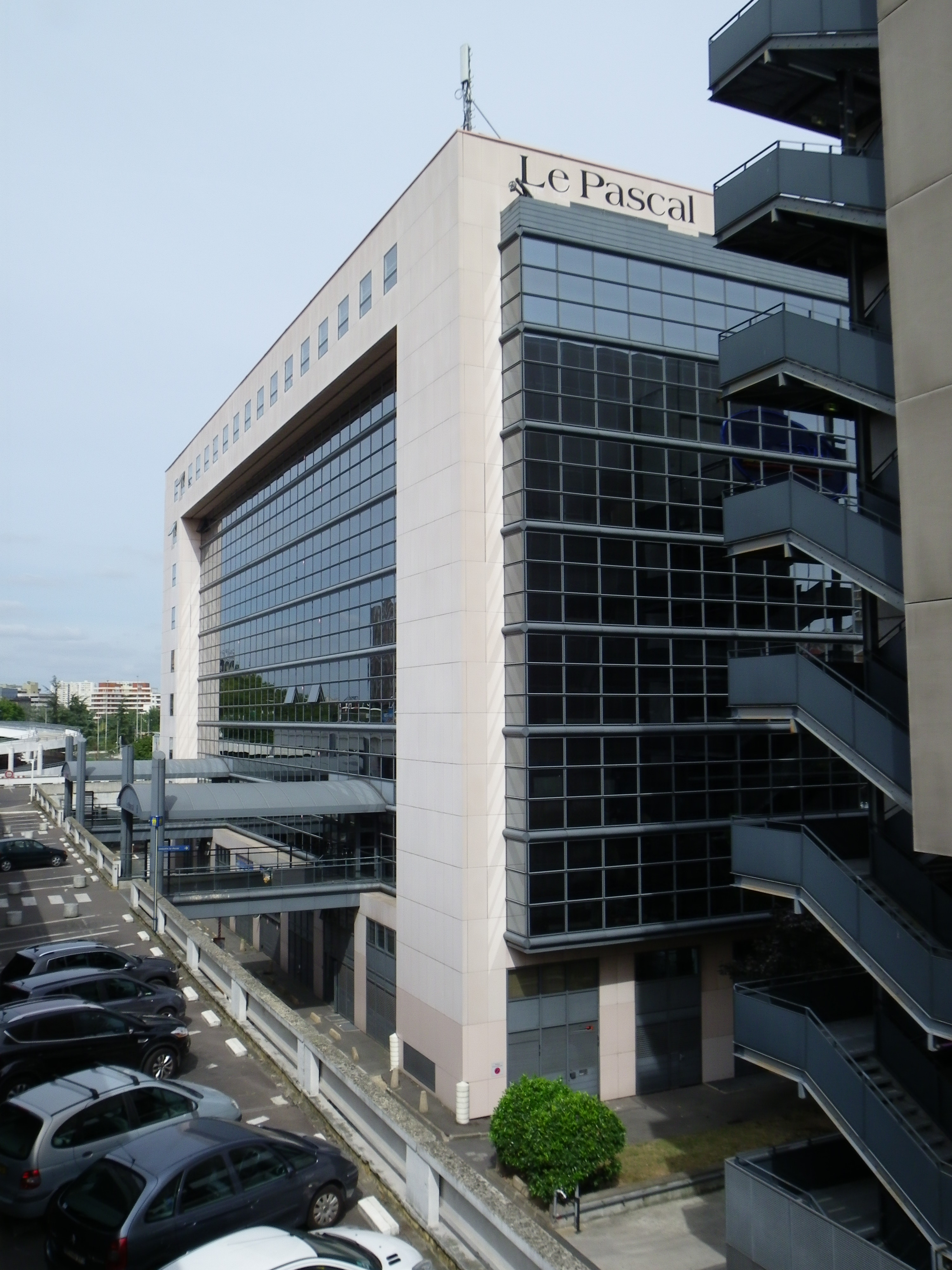
Immeuble Le Pascal à Créteil.

Il est séparé du centre commercial par plusieurs bâtiments, dont l'immeuble Le Pascal, qui abrite le greffe du tribunal de commerce de Créteil ainsi que le Conseil de prud'hommes de Créteil[réf. nécessaire].

### Architecture
Bâti sur un terrain de plus de 13,5 hectares, le centre commercial se trouve dans un bâtiment rectangulaire classique. Un de ses côtés est bordé par un parking sur trois niveaux offrant 5 300 places de stationnement pour 124 100 m2 de boutiques[réf. nécessaire].
Lors de la rénovation de 1999-2000, les flux de véhicules et de piétons ont été repensés. La traversée piétonne du métro vers la Cité administrative a été végétalisée et reconfigurée. Les abords du centre ont également été rénovés.
Avant la rénovation, le centre ne disposait pas d'ouverture sur l'extérieur, hormis les portes d'entrée. Depuis la rénovation, il comprend des verrières au plafond et une entrée plus grande avec une arche prolongée par une nef de verre.

### Aménagement intérieur

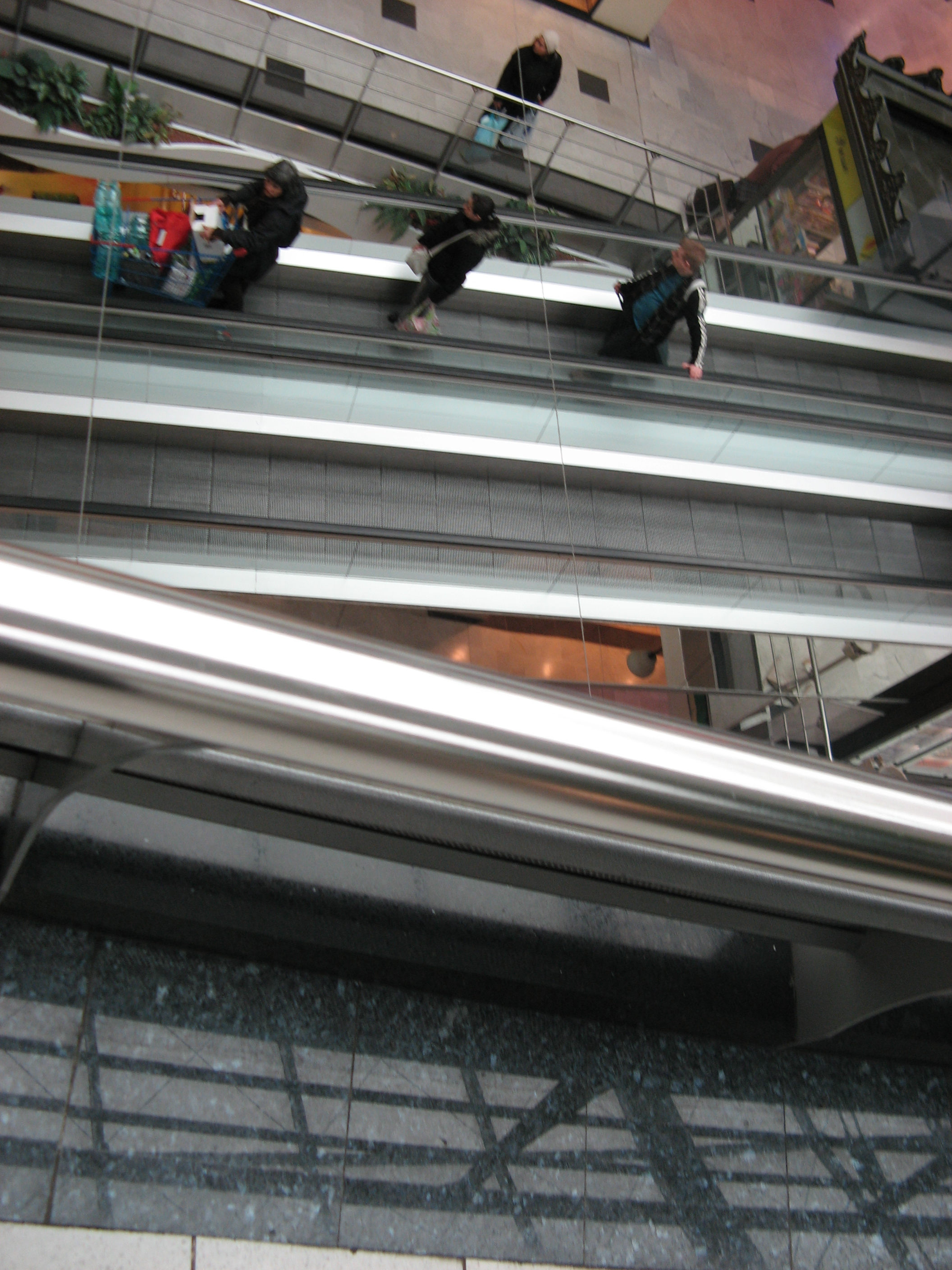
Les escaliers mécaniques à l'intérieur du centre.

#### Surface et enseignes
En 2005, le centre commercial compte un total de 130 063 m2 de surface commerciale utile et de 73 036 m2 de surface de vente. Outre un hypermarché Carrefour de plus de 15 000 m2, plus de deux cents enseignes occupent les galeries marchandes[réf. nécessaire].

#### Disposition des allées
S'ils comptent des allées secondaires, les niveaux qui existaient avant la rénovation sont tous deux constitués de deux mails principaux perpendiculaires l'un à l'autre. Au premier étage, ils sont ouverts en leur centre à la façon d'une mezzanine.

#### Flux de circulation
D'après des observations réalisées en 1998, tant que la densité de personnes circulant dans ces zones est assez faible, autour de 0,2 ou 0,3 personne par mètre carré, le flux de circulation ne semble pas avoir de forme organisée : les déplacements se font « à vue ». En revanche, quand la densité se fait plus forte, le mouvement se structure : il s'effectue dans le sens des aiguilles d'une montre parallèlement à la ligne centrale des mails. En outre, le flux se fait plus important à côté des vitrines et moins fort au centre des allées.

#### Place centrale
Pour le reste, on a également constaté que la place centrale où convergent les mails est rarement traversée diamétralement. Il s'agit pourtant de l'endroit le plus fréquenté du centre, même aux heures de faible affluence, soit à l'heure du déjeuner et le mercredi après-midi. En outre, les groupes d'au moins trois personnes qui passent par là ne sont que très rarement composés d'adultes.

#### Nouvel espace
Livré en 2000, un nouvel espace au 3e niveau augmente la surface commerciale utile du centre de 12 000 m2. Contigu au troisième étage de Carrefour déjà existant, il est réservé aux restaurants, dont le nombre est de seize au départ. Leur terrasse s'étend sous 2 000 m2 de verrières.

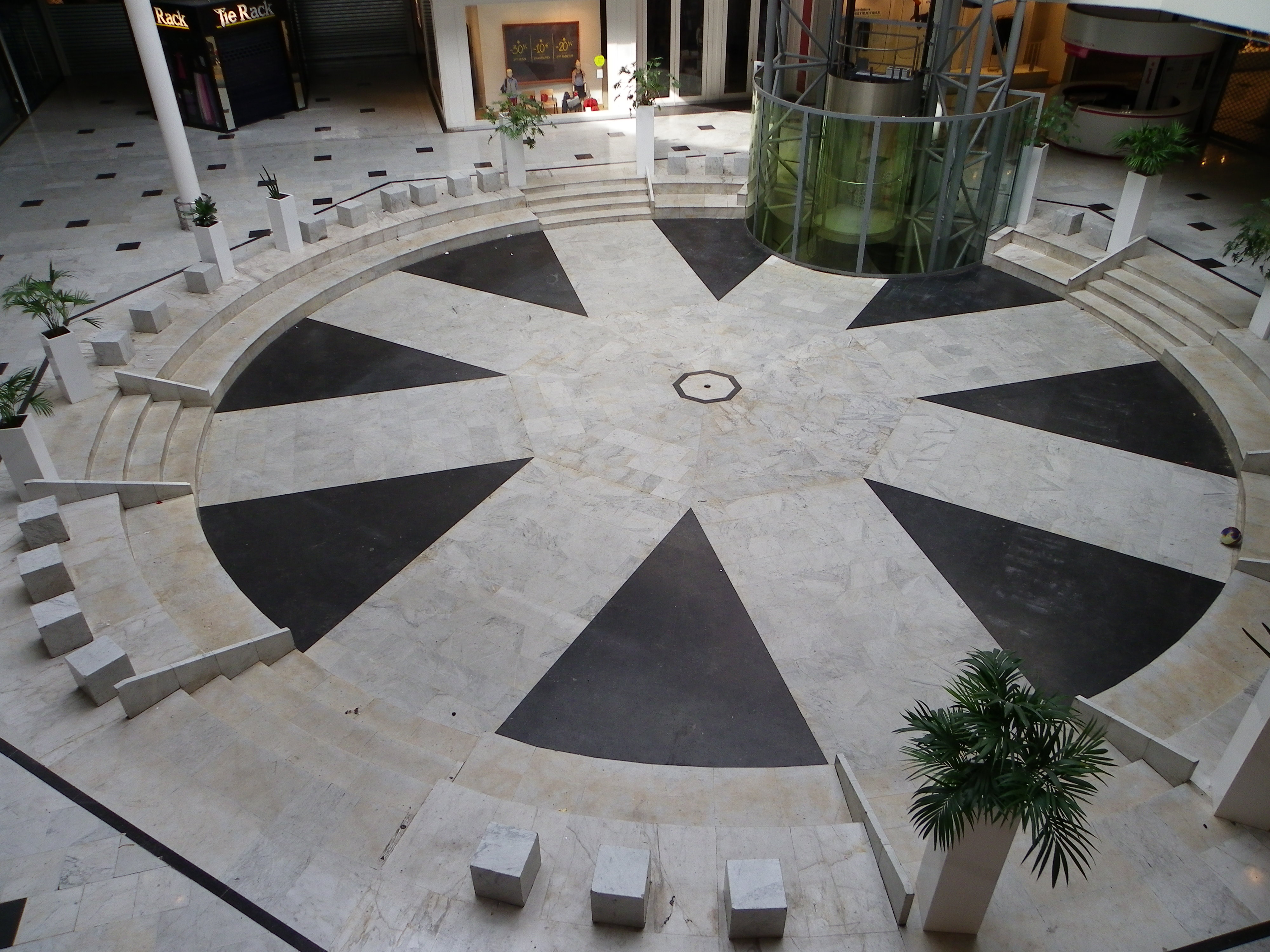
Place centrale de Créteil Soleil.
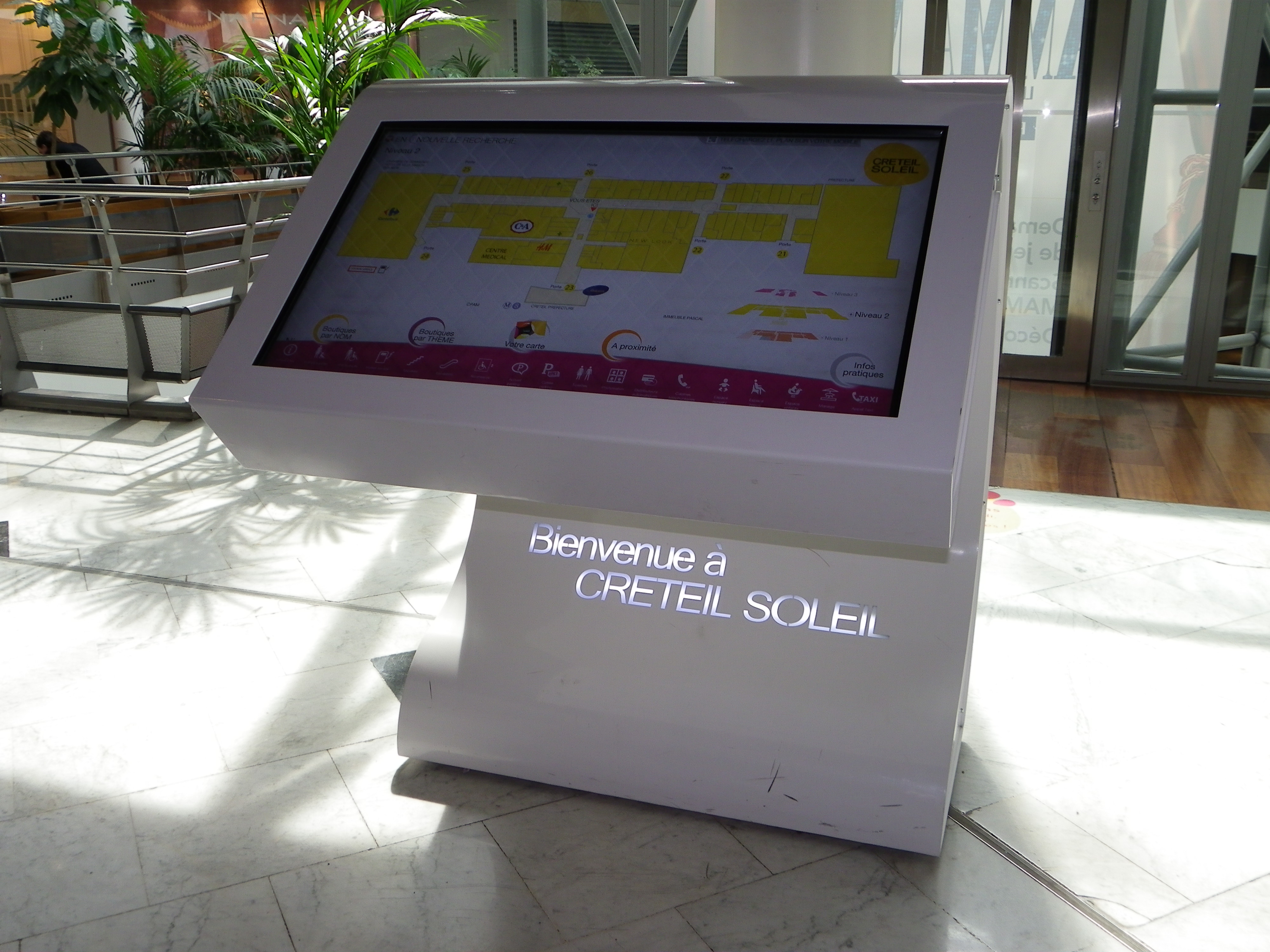
Borne d'information de Créteil Soleil.

#### Sécurité
En février 1993, l'État français et la ville de Créteil ont signé un projet local pour renforcer la sécurité dans le centre commercial et sur la base de loisirs voisine.
Le 28 mars 2006, des commerçants ont baissé leurs rideaux en raison de menaces de jeunes de renouveler une attaque lors des manifestations contre le contrat première embauche. Aucun dégât n'a été commis, mais onze jeunes ont été interpellés à titre préventif.

## Caractéristiques commerciales

### Enseignes

#### Commerces
En 2020, le centre compte 247 cellules commerciales occupées dont
- un hypermarché sous enseigne Carrefour
- 10 commerces alimentaire ;
- 96 commerces dédiés à l'équipement de la personne ;
- 22 commerces dédiés à la beauté et l'hygiène ;
- 27 commerces dédiés aux loisirs, à la culture et aux cadeaux ;
- 6 commerces dédiés à l'équipement de la maison ;
- 32 services aux particuliers et agences ;
- 1 cinéma[28] dont 18 salles ;
- 1 Laser Game
- 1 pharmacie dédié à la santé, la pharmacie porte 23 est la seule enseigne présente depuis la création du centre en 1974 ;
- 1 centre medical

#### Restaurants
- Depuis 2000, la plupart des restaurants sont regroupés dans un espace dédié, tandis que d'autres points de vente de nourriture sont dispersés à travers le centre.

- En 2013, le centre compte quinze restaurants (dont quatorze au niveau 3), proposant une variété de cuisines allant de la restauration rapide aux spécialités régionales, nationales et internationales. Les autres points de vente de nourriture et boissons, situés aux niveaux 1 et 2, totalisent quatorze établissements.

- En 2020, le nombre de restaurants du centre atteint cinquante-quatre.

#### Cinéma

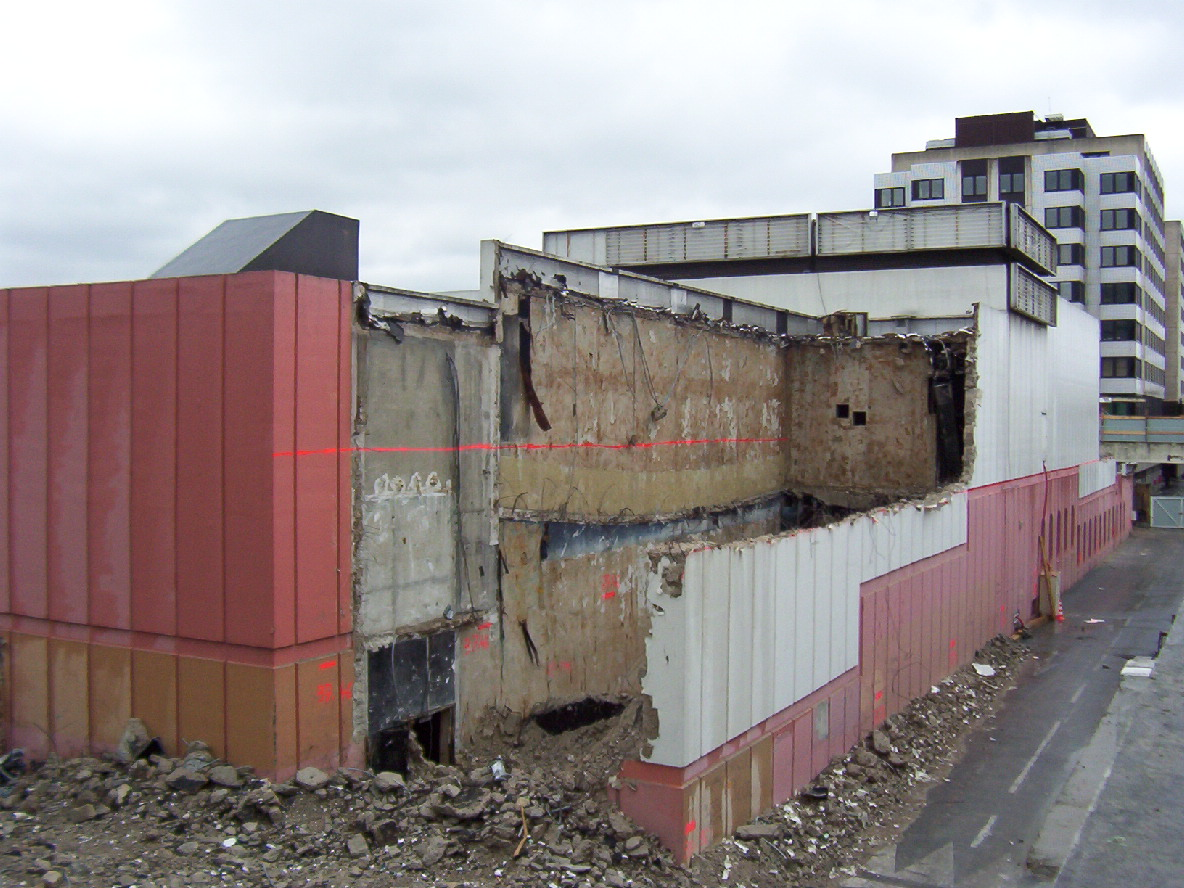
L'avancement de la destruction du cinéma Artel début mars 2003.

Entre 1976 et 2003, le cinéma Artel accueille les spectateurs. Il est composé de six salles rénovées au début des années 1990, totalisant 1374 fauteuils et enregistrant entre 450,000 et 550,000 entrées annuelles. Ce cinéma ferme ses portes le 7 janvier 2003 pour être démoli.
Après dix-huit mois de travaux, un nouveau cinéma ouvre au même emplacement le 19 juin 2004 : le multiplexe UGC Ciné Cité Créteil. Inauguré le 1er juillet 2004, il dispose de douze salles équipées en son Dolby numérique, avec une capacité de 150 à 350 fauteuils par salle et des écrans pouvant atteindre 17.50 mètres de base. L'espace d'accueil comprend un café, un comptoir de confiseries et un restaurant, avec le contrôle des tickets au fond du hall.

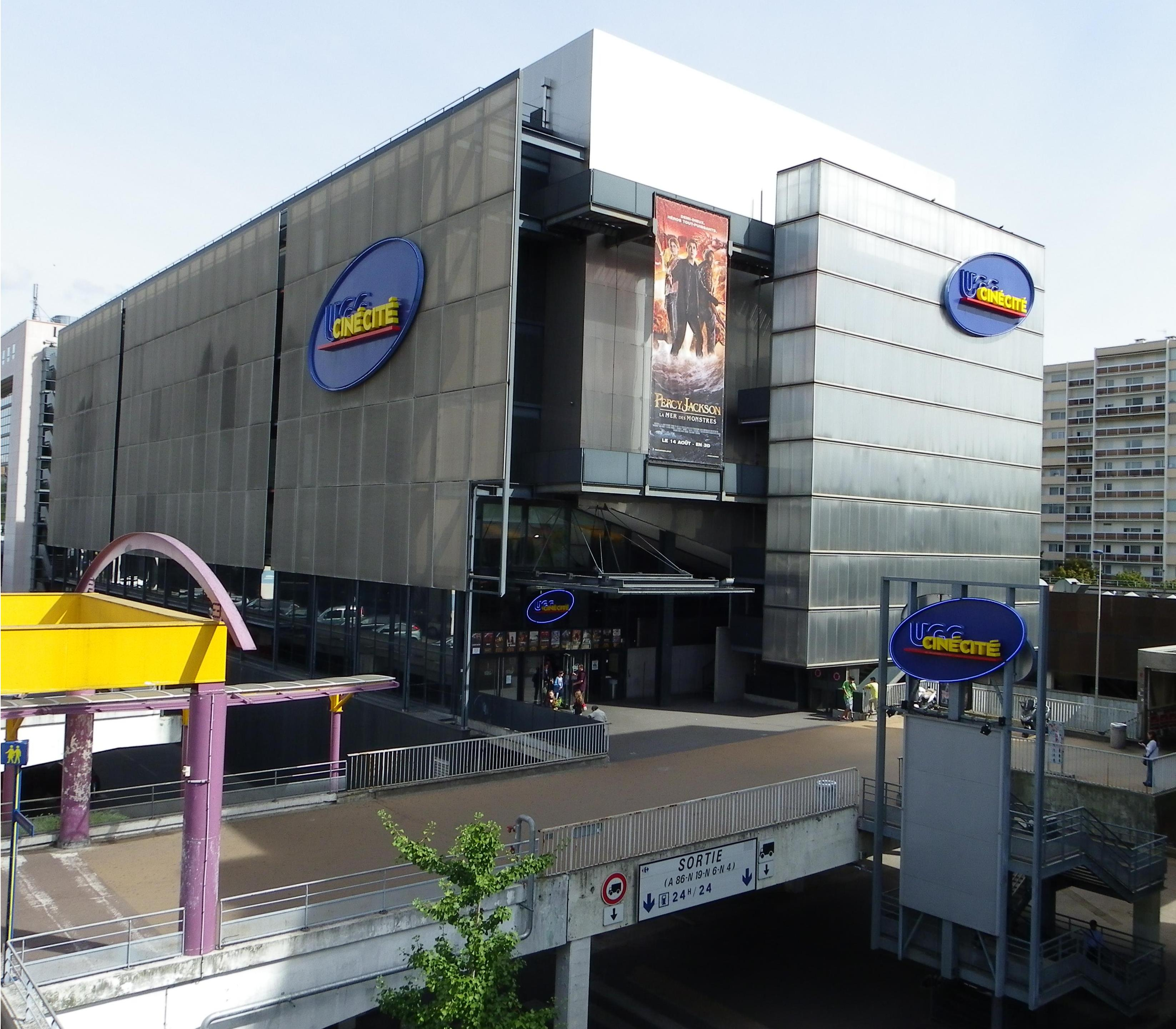
Cinéma UGC Ciné Cité à Créteil Soleil.

Le 28 juin 2004, peu après son ouverture, Créteil Soleil devient propriétaire du nouveau cinéma en déboursant 19,4 millions d'euros. L'objectif de fréquentation est fixé à 1,2 million de spectateurs par an pour rentabiliser l'investissement initial de 18 millions d'euros. En 2005, les 2866 places ont accueilli plus d'un million de spectateurs. Pratiquement tous les films sont diffusés en version française.
Le 28 novembre 2019, UGC Ciné Cité Créteil ouvre six nouvelles salles de cinéma.

#### Anciennes enseignes
Le centre commercial a fait l'objet de quelques mutations. Tandis que certaines enseignes ont déménagé dans un autre endroit du centre, d'autres ont fermé pour diverses raisons.
Lors de son ouverture, le 10 septembre 1974, les deux extrémités du centre sont occupées par le BHV et le Printemps sur 3 niveaux. Les 3 Suisses sont également présents avec un premier magasin de prêt à porter féminin.
En février 1977, le Printemps supprime 150 emplois sur 400. Le magasin sera remplacé par Carrefour le 16 août 1979.
29 août 1983, La Redoute s’installe dans le centre.
25 avril 1989, c’est au tour de la FNAC de rejoindre Creteil.

### Marketing

#### Services
Créteil Soleil ouvre sa garderie en 1997. Située dans la galerie, elle est gratuite les mercredis et samedis. Le centre propose également un service de voituriers lancé en 1995 avec lavage optionnel.

#### Animations et communication
Le site Internet de Créteil Soleil est créé en 2002 par Galae. Depuis 1994, le centre accueille chaque année son Forum de la musique, ouvert aux écoles et formations musicales.

#### Attractivité
Créteil Soleil dispose d'une zone de chalandise dense, recouvrant 700000 personnes en 2000. En 1991, le centre attirait déjà plus de 18 millions de visiteurs annuels.
En 1998, une thèse souligne le rôle social de Créteil Soleil comme lieu de rencontre et d'exploration sociale.

### Performances économiques

#### Chiffre d'affaires
Créteil Soleil a été leader des centres commerciaux français pour son chiffre d'affaires à partir de 1980 jusqu'à la fin des années 1990. Il a été le premier centre commercial d'Europe à atteindre deux milliards de francs le 31 décembre 1983 et trois milliards le 31 août 1989. Entre septembre 1996 et septembre 1997, hors C&A, il a réalisé 3,3 milliards de francs. En 1999, son chiffre d'affaires était de 3,8 milliards de francs. Carrefour avait un chiffre d'affaires de 1254 millions de francs lors de sa fusion avec Promodès. En 2011, il était de 581 millions d'euros.

#### Stock d'emplois
En 2000, une enquête a révélé que les établissements du centre avaient en moyenne 7,06 salariés permanents. Le centre comptait alors 2500 emplois. En 2002, il y en avait 2800, dont environ 600 venaient en voiture, posant des problèmes de parking lors des périodes d'affluence et nécessitant parfois l'intervention d'agents de sécurité.

## Impact socio-culturel

### Rôle en sociologie urbaine
Créteil Soleil fait subir une forte concurrence aux petits commerces de quartiers et aux petites galeries marchandes voisines telles que le Centre commercial du Palais, dont le chantier a commencé en 1999.

### Représentations dans l'art
Le centre commercial et son quartier ont fait l'objet de plusieurs apparitions au cinéma, en littérature, au théâtre et en musique[réf. nécessaire].

#### Cinéma
- Dès 1976, le film de l'Italien Marco Ferreri La Dernière Femme, avec Gérard Depardieu et Ornella Muti, met en scène le quartier de Créteil Soleil en construction.
- En 1979, Série noire, réalisé par Alain Corneau et scénarisé par Georges Perec, voit Franck Poupart (Patrick Dewaere) y accomplir une incroyable poursuite dans la neige en face du magasin Printemps (devenu Carrefour) et de l'actuelle Maison des Arts (MAC).
- Plusieurs séquences du long métrage À mort l'arbitre, réalisé par Jean-Pierre Mocky et sorti en 1983, sont tournées à Créteil Soleil.
- En 1992, La Sévillane de Jean-Philippe Toussaint, tiré de son roman L'Appareil-photo (1989), montre une longue séquence burlesque filmée sur les parkings déserts de Créteil Soleil.
- Deux ans plus tard, Claire Denis tourne une séquence dans le centre pour son film J'ai pas sommeil.
- En 2009, dans La Première Étoile, film de Lucien Jean-Baptiste, le personnage principal, Jean-Gabriel, apparaît distribuant des échantillons pour une marque de lessive à l'entrée du centre commercial. Le premier plan après le générique montre l'enseigne Créteil Soleil.
- En 2014, dans Les Trois Frères : Le Retour, Didier Latour (Didier Bourdon) vend des sex-toys par correspondance depuis sa voiture garée sur le dernier niveau du parking, en face de Carrefour.
- En 2018, ce même parking apparaît dans le film Mauvaises herbes réalisé par Kheiron : les trois personnages principaux, joués par Kheiron, Catherine Deneuve et André Dussollier s'y rencontrent, déclenchant l'intrigue principale du film[réf. nécessaire].
- En 2024, le centre commercial Créteil Soleil est l'un des décors du film Une vie rêvée réalisé par Morgan Simon, lui-même originaire de la ville de Créteil. Les acteurs Valeria Bruni Tedeschi et Félix Lefebvre y interprètent plusieurs scènes, notamment dans les enseignes Micromania et Quick, ainsi que dans les allées du centre commercial au moment de Noël.

#### Littérature
- Marguerite Duras le cite dans son recueil La Vie matérielle, paru en 1987.
- Jean Echenoz, dans son roman Lac (1989),
- En 2001, Créteil Soleil est au cœur du premier ouvrage de Philippe Di Folco, My Love Supreme. Le roman commence par la sidération que suscite sur le narrateur et les deux autres personnages principaux le surgissement de ce centre commercial au beau milieu d'une plaine maraîchère un jour de 1973. Après l'avoir considéré comme un vaisseau spatial rempli de denrées rares, ils partent à son assaut mais regrettent vite leur ancien terrain de jeu.
- En 2012, dans le roman noir de Franck Bertignac Cortez The Killer, une scène de meurtre se déroule au centre commercial à la sortie du métro[réf. nécessaire].

#### Théâtre
- Il fait office de trame de fond à la pièce Numéro complémentaire, programmée au Théâtre Saint-Georges en avril 2006. Dans cette comédie, un couple du quartier qui gagne au loto se voit contraint de kidnapper un spécialiste des têtes couronnées interprété par Stéphane Bern pour satisfaire le seul rêve de leur fille : devenir une princesse.
-En 1979, le centre commercial est mentionné dans C'est mon dernier bal de Renaud. En 2006, il est cité par Trevidy dans les paroles de la chanson Vert de rage, qui stigmatise les méfaits paysagers de la société de consommation. Créteil Soleil est accusé de voler le ciel et de détruire l'horizon.

#### Musique
- Créteil Soleil est le titre d'une chanson d'Eddy de Pretto dans son album À tous les bâtards (2021), où il évoque son enfance et adolescence passées[réf. nécessaire].